# Fachkraft für Veranstaltungstechnik

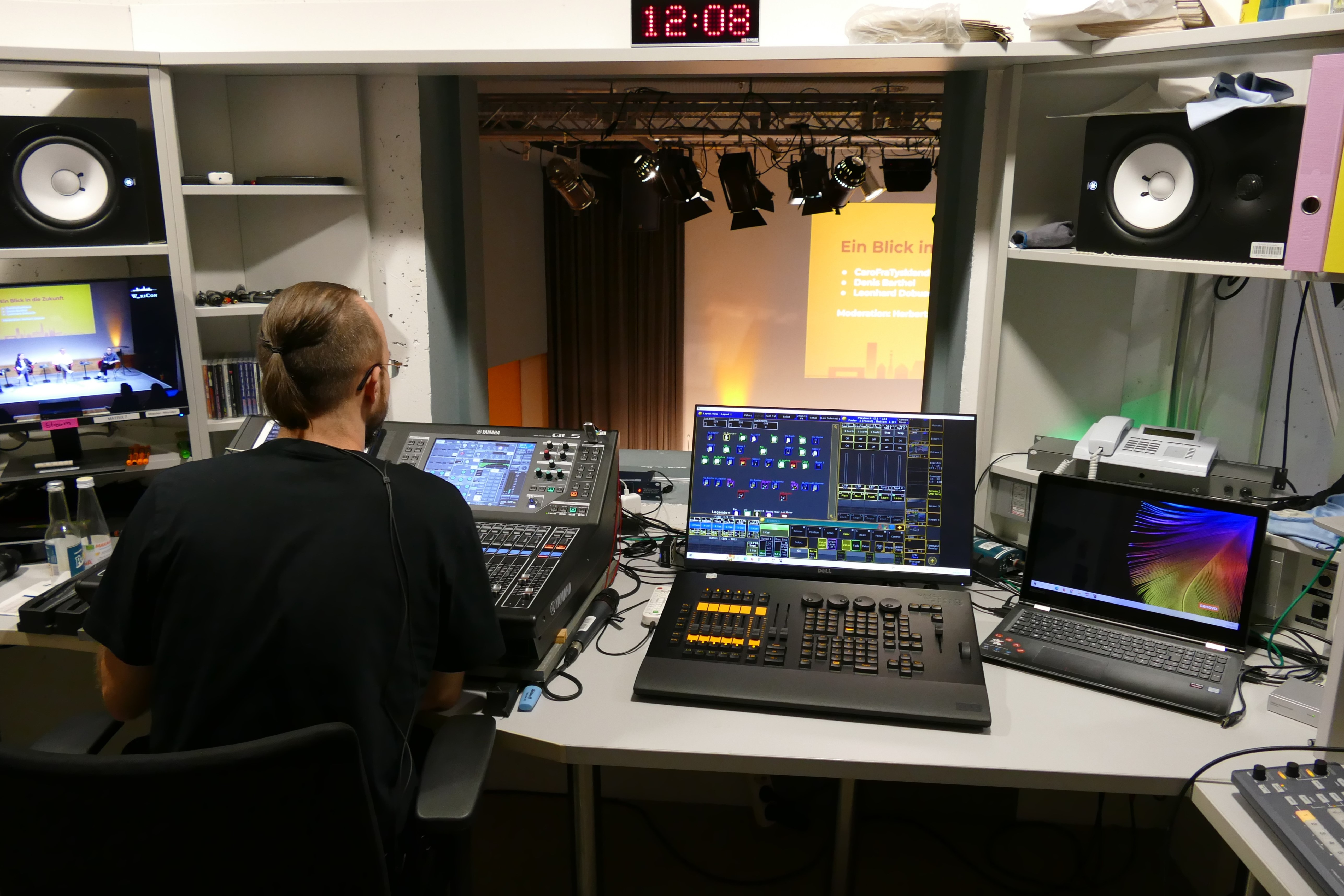
Ein Veranstaltungstechniker bei der Arbeit

Die Fachkraft für Veranstaltungstechnik bzw. der Veranstaltungstechniker (Österreich) ist ein staatlich anerkannter Ausbildungsberuf mit den Schwerpunkten Aufbau, Abbau und Durchführung von Veranstaltungen aller Art.

## Berufsbild
Eine Fachkraft für Veranstaltungstechnik kümmert sich insbesondere um den Auf- und Abbau sowie das Betreiben von bühnen- und szenentechnischen Bauten sowie Beleuchtungs-, Projektions- und Beschallungsanlagen. In Deutschland existiert der Ausbildungsberuf seit 1998 und das Berufsbild wurde im Jahre 2002 neu geordnet. Dabei wurde die elektrotechnische Qualifikation stärker verankert (Elektrofachkraft für Veranstaltungstechnik). Weiterhin wurden die Schwerpunkte bzw. Fachrichtungen „Aufbau und Durchführung“ und „Aufbau und Organisation“ (Messebau) eingeführt. Seit der Änderung der Ausbildungsordnung im August 2016, zählt der Beruf Fachkraft für Veranstaltungstechnik zu den Monoberufen. Dies bedeutet, dass eine Spezialisierung nicht im Rahmen der eigentlichen Ausbildung erfolgt, sondern erst im Nachhinein vorgenommen werden kann. Nach erfolgreichem Abschluss der Ausbildung und mindestens einjähriger Berufspraxis kann die Prüfung zum Meister für Veranstaltungstechnik abgelegt werden, Schwerpunkte sind hier Bühne/Studio, Beleuchtung und Halle. Das Berufsbild in Österreich unterscheidet sich nur unwesentlich, den Ausbildungsberuf gibt es allerdings erst seit dem Jahr 2005. Mit September 2011 tritt ein überarbeiteter Landeslehrplan in Kraft.

## Ausbildung
Die Ausbildung erfolgt in Deutschland und Österreich im Rahmen des dualen Ausbildungssystems im Ausbildungsbetrieb, d. h. in Betrieben der Event- und Veranstaltungsorganisation, Theatern oder Messeveranstaltern sowie in der Berufsschule. Die Ausbildungsdauer beträgt drei Jahre in Deutschland (§ 2 der Veranstaltungsfachkräfteausbildungsverordnung) und dreieinhalb Jahre in Österreich. Österreichische Lehrlinge können nach der Lehrabschlussprüfung auch eine weiterführende Ausbildung zum Meister absolvieren bzw. die Berufsmatura (Berufsreifeprüfung) ablegen.

## Aufgaben
Die Aufgaben einer Fachkraft für Veranstaltungstechnik lassen sich wie folgt zusammenfassen:
- effizienter, professioneller Umgang mit Technik
- wirtschaftliches und kundenorientiertes Handeln
- kreatives und gestalterisches Können
- Gewährleisten der Sicherheit von Veranstaltungen
- Arbeiten im Team an wechselnden Orten und zu unüblichen Zeiten

### Effizienter, professioneller Umgang mit Technik
Eine der wesentlichen Aufgaben einer Fachkraft für Veranstaltungstechnik ist der Auf- und Abbau sowie die Bedienung der technischen Geräte und bühnentechnischen Teile, die für Veranstaltungen benötigt werden. Dazu gehören unter anderem Mischpulte, Scheinwerfer, Stellwerke, Mikrofone, Verstärker und weitere bühnentechnische Anlagen wie Podeste und vor allem Gerüste, Traversen und Messe- oder Szenenaufbauten. Durch die immer mehr fortschreitende technische Entwicklung ist die Fachkraft für Veranstaltungstechnik dazu gezwungen, ihr Wissen auf dem neuesten Stand zu halten.

### Wirtschaftliches und kundenorientiertes Handeln
Fachkräfte für Veranstaltungstechnik müssen ihre Aufgaben professionell und effizient durchführen. Sie arbeiten mit teuren Gerätschaften und in der Regel unter zeitlich engen Vorgaben. Die Auftraggeber bzw. Kunden erwarten sorgfältiges, zügiges Arbeiten unter Beachtung aller sicherheitsrelevanten Vorschriften. Kostenbewusstes und kundenorientiertes Arbeiten heißt in diesem Umfeld weitere Aufträge und auch Sicherung des eigenen Arbeitsplatzes in einem Umfeld, das von starker Konkurrenz geprägt ist.

### Kreatives und gestalterisches Können
Auch wenn man es dem Beruf auf Anhieb nicht ansieht, ist doch eine kreativ gestalterische Fähigkeit erforderlich. Der Einsatz von Beleuchtungstechnik, des Beschallungspultes usw. erfordert in aller Regel ein gutes Einfühlungsvermögen in das Konzept, die Intention der Veranstaltung. Oft muss auch der Veranstaltungsort entsprechend umgestaltet werden, z. B. durch Architekturbeleuchtung oder Ausleuchten von Theaterszenen oder von Rockveranstaltungen.

### Gewährleisten der Sicherheit von Veranstaltungen
Fachkraft für Veranstaltungstechnik ist ein Beruf mit hohem Verantwortungsgrad für die Sicherheit von Veranstaltern und Publikum.
Zunächst gibt es zwei Sicherheitsbereiche zu unterscheiden, welche die Fachkraft für Veranstaltungstechnik betreffen.
- Die technische sowie statische Sicherheit der Bauten in der Luft sowie am Boden
- Brandschutz, Baurecht sowie bedingt Gesundheitsschutz auch Versammlungsstättensicherheit oder Eventsafety genannt.

Durch die neue Versammlungsstättenverordnung (VStättV) sowie der berufsgenossenschaftlichen Vorschrift BGV C1 ist die Verantwortlichkeit der Fachkraft für Veranstaltungstechnik übertragen. Seit 2008 zeichnet sich ein praxisbedingter Wandel bezüglich der Eventsafety im öffentlichen Besucherraum ab, da die Evakuierung und Anwendung des Notfallplans im Ernstfall nur der Sicherheitsdienst effektiv übernehmen kann, wodurch sich die Aufgaben- und Haftungbereiche sinnvoll aufteilen, und die Aufgaben der Fachkraft im Bereich der Bühne, Strom, fliegenden Lasten und Emissionen (Lärm, Laser) liegen. Auch die elektrotechnische Sicherheit liegt in diesem Verantwortungsbereich. Nicht zuletzt deshalb wurde der Beruf im Jahre 2002 inhaltlich verändert und die Ausbildung zur Elektrofachkraft für Veranstaltungstechnik in dieses Berufsbild integriert.

### Arbeiten im Team an wechselnden Orten und zu unüblichen Zeiten
Typisch für die berufliche Realität ist die Arbeit mit (teilweise) wechselnden Teams. Besonders bei größeren Veranstaltungen arbeitet man mit vielen Fremd- und Hilfskräften, mit weiteren Firmen und mit vielen weiteren Berufsgruppen, insbesondere auch mit Darstellern und Künstlern zusammen. Alle stehen unter Druck. Daher ist Teamfähigkeit, sensibler, aber aufgabenorientierter Umgang mit allen von großer Wichtigkeit.
Wechselnde Orte heißt häufiges Reisen, Leben aus dem Koffer usw. Unübliche Zeiten heißt, der oder die Erste und Letzte auf der Veranstaltung zu sein, mit entsprechend langen Dienstzeiten. Die Arbeit Nachts, an Wochenenden und an Feiertagen ist selbstverständlich.

## Betriebsstätten

### Fachkräfte für Veranstaltungstechnik im Theater
So alt wie das Theaterwesen ist auch oft die dortige Aufgabenverteilung in den veranstaltungstechnischen Berufen. Zurzeit führen nur wenige Theater eine eigene Abteilung „Veranstaltungstechnik“, so dass Fachkräfte für Veranstaltungstechnik, die in Theatern eingestellt sind, fest für eine Abteilung (Bühnentechnik, Tontechnik, Beleuchtung, Requisite) eingestellt werden und (fast) ausschließlich dort arbeiten. Da viele Fachkräfte für Veranstaltungstechnik sich aber nach der Ausbildung auf ein oder zwei Berufszweige spezialisieren, wird dies oft nicht als Nachteil gesehen. Vorteile gibt es für Auszubildende, da ein Großteil der Berufsinhalte (Umgang mit Anschlagmittel, Tontechnischen Gerätschaften, Scheinwerfern und Stellwerken, Bühnentechnischen Anlagen und Bühnenbau etc.) in der Regel vorhanden ist. Der oder die Auszubildende durchläuft typischerweise die einzelnen Gewerke des Theaterbetriebs und lernt so die verschiedenen Arbeitswelten spartenabhängig kennen.

### Veranstaltungstechniker im „Rock and Roll“-Bereich
Die Betriebe der Veranstaltungstechnik im „Rock and Roll“-Bereich haben sich in Großstädten oft spezialisiert. D. h., dass einige Betriebe bei Großveranstaltungen nur einen Teilbereich abdecken. Firma A macht das Licht, Firma B stellt die Beschallungsanlage und Firma C kümmert sich um die Videoprojektionen. Meistens sind größere Firmen aber auch in der Lage, kleinere Veranstaltungen in allen Bereichen selbst auszustatten. Im Gegensatz zu Veranstaltungstechnikern im Theater werden sie hier auch nach der Ausbildung noch in allen Bereichen beschäftigt, obwohl auch hier in den meisten Fällen eine Spezialisierung auf ein oder zwei Bereiche zu beobachten ist.
Ist eine ausbildende Firma zu sehr auf einen Bereich fixiert (z. B. die Firma macht nur Videoprojektionen, nur Bühnenaufbau, nur Rigging, nur Licht etc.), kann es zu Defiziten in der Ausbildung kommen, weshalb es solche Auszubildende nach einer Ausbildung oft schwer haben, in eine andere Firma, die einen anderen Schwerpunkt hat, wieder in Arbeit zu kommen. Um dieses Defizit zu vermindern, hat z. B. das Technische Bildungszentrum Mitte in Bremen, das den Berufsschulunterricht der Fachkräfte für Veranstaltungstechnik in Bremen, Bremerhaven und Umland gestaltet, eine Ausbildungspartnerschaft gegründet. In dieser Ausbildungspartnerschaft wird Auszubildenden das vorübergehende Wechseln in andere Betriebe ermöglicht, sodass sie auch andere Bereiche kennenlernen können.

### Veranstaltungstechniker in Veranstaltungsstätten
Zu diesen Veranstaltungsstätten gehören z. B. Stadthallen, Konzerthallen, Stadien oder Messen. Veranstaltungstechniker haben dort oft die Aufgabe, das technische Personal bei einer Tournee, die in ihrem Haus Gastspiel hat, als ortskundige Techniker zu unterstützen. Sie organisieren aber auch selbst Veranstaltungen.

### Veranstaltungstechniker in Rundfunkanstalten
In den öffentlich-rechtlichen Rundfunkanstalten werden in den letzten Jahren zunehmend Fachkräfte für Veranstaltungstechnik ausgebildet (z. B. im NDR). Nach der Ausbildung arbeiten die Fachkräfte – teilweise übergreifend – in den Bereichen Lichttechnik, Bühnenbau oder auch in der Beschallung. Da die Fachbereiche klassischerweise überwiegend arbeitsteilig organisiert sind und auch die Tarifverträge noch nicht angepasst sind, sind die Einsatzgebiete hier noch einer gewissen Unklarheit unterworfen.